# Дацяотоу (станция метро)
«Дацяотоу» (англ. Daqiaotou; кит. 大橋頭) — станция линии Синьчжуан Тайбэйского метрополитена, открытая 3 ноября 2010 года. Располагается между станциями «Западная улица Миньцюань» и «Начальная школа Саньчун». Находится на территории района Датун в Тайбэе.

## Техническая характеристика
«Дацяотоу» — однопролётная станция с островной платформой, находящаяся на глубине 31 метр. Длина платформы — 162 метра, а ширина — 21. На станции установлены платформенные раздвижные двери. На станции есть три выхода, оснащённые эскалаторами. Один выход также оснащен лифтом для пожилых людей и инвалидов.

## Перспективы
В будущем линия Синьчжуан будет продлена и за станцией «Дацяотоу» откроется вилочное движение. Поезда будут следовать в сторону станций «Лучжоу» и «Хуэйлун». Также планируется открытие пересадки на линию лёгкого метро, которая сейчас находится в стадии проектирования.

## Близлежащие достопримечательности
Недалеко от станции располагаются ночной рынок Яньсань, храмы Тайцзы, Пэнлай и Лунъюнь.